# Прокопівка (Полтавський район)
Про́копівка — село в Україні, у Решетилівській міській громаді Полтавського району Полтавської області. Населення становить 73 осіб. До 2016 орган місцевого самоврядування — Решетилівська селищна рада.

## Населення

### Мова
Розподіл населення за рідною мовою за даними перепису 2001 року:
| Мова       | Кількість | Відсоток |
| ---------- | --------- | -------- |
| українська | 70        | 95.89%   |
| російська  | 3         | 4.11%    |
| Усього     | 73        | 100%     |

## Географія
Село Прокопівка розташоване на лівому березі річки Говтва, вище за течією на відстані 2,5 км розташоване село Білоконі, нижче за течією на відстані 1,5 км розташоване місто Решетилівка. Поруч проходять автомобільні дороги М03 та Т 1721.
Біля села розташований ландшафтний заказник «Гарячківський ліс».

## Історія
12 червня 2020 року, відповідно до розпорядження Кабінету Міністрів України № 721-р «Про визначення адміністративних центрів та затвердження територій територіальних громад Полтавської області», село увійшло до складу Решетилівської міської громади.
19 липня 2020 року, в результаті адміністративно - територіальної реформи та ліквідації Решетилівського району, село увійшло до складу новоутвореного Полтавського району Полтавської області.